# Bainbridge (Schiff, 2005)
Die Bainbridge, auch USS Bainbridge (Kennung: DDG-96), ist ein Lenkwaffenzerstörer der Arleigh-Burke-Klasse (Flight IIA) der United States Navy. Sie wurde benannt nach Commodore William Bainbridge, der im Britisch-Amerikanischen Krieg für die US Navy kämpfte.

## Geschichte
Der Auftrag, die Bainbridge zu bauen, erging am 6. März 1998 an die Bath Iron Works. Auf deren Werft in Bath, Maine wurde das Schiff 2003 auf Kiel gelegt und lief nach 17 Monaten vom Stapel. Das Schiff wurde von Susan Bainbridge Hay, der Ur-Ur-Ur-Enkelin des Namenspatrons, getauft. Nach dem Stapellauf wurde der Zerstörer ausgerüstet und durchlief dann die ersten Tests, unter anderem im Juni 2005 den Test der Raketensysteme mit dem Abschuss einer RIM-67 Standard Missile 2. Die Indienststellung bei der US Navy erfolgte im November 2005; Heimathafen ist Norfolk in Virginia.
Im April 2007 nahm der Zerstörer an der NATO-Übung Neptune Warrior teil. Im September wurde die Bainbridge Flaggschiff des Kommandanten der Standing NATO Maritime Group 1 und löste damit die Normandy ab. Die Flotte war vor Ort, als am 30. September auf der jemenitischen Insel Dschazirat Dschabal at-Tair ein Vulkan ausbrach, und unterstützte das lokale Militär bei der Suche nach Überlebenden.
Im Oktober 2008 nahm die Bainbridge an der Versenkung des außer Dienst gestellten Zerstörers O´Bannon teil und verlegte 2009 an der Seite der Dwight D. Eisenhower in den Indischen Ozean, um dort somalische Piraten zu bekämpfen. Im April wurde sie eingesetzt, um die von Piraten geenterte Maersk Alabama, einen unter amerikanischer Flagge fahrenden Frachter, zu beobachten. Die Geiselnahme des Kapitäns der Mærsk Alabama wurde durch die Besatzung der Bainbridge nach vier Tagen am 12. April beendet. Drei der vier Piraten wurden hierbei von Scharfschützen eines Teams der US Navy SEALs erschossen.
Im Januar 2014 absolvierte die Bainbridge einen sechsmonatigen Einsatz bei der 6. US-Flotte, bevor sie zu ihrem Heimathafen Norfolk, Virginia zurückkehrte.
Nach der Rückkehr nach Norfolk nach einem weiteren sechsmonatigem Einsatz bei der 6. Flotte führte die US Navy eine Untersuchung gegen das Führungspersonal des Schiffes durch. Die Ermittlungsergebnisse führten zur Ablösung des Kommandanten Commander Sean Rogers, des Ersten Offiziers Commander Brandon Murray und des Command Master Chiefs Richard Holms, als Gründe gab ein Sprecher der US-Marine die Duldung von Glücksspielen, das Lagern von Feuerwerkskörpern sowie „schlechtes Programmmanagement und schlechtes Führungsklima“ an. Der neue Kommandant Commander Martin „Marty“ Robertson übernahm am 8. April 2016 das Kommando über das Schiff, den Posten des Command Master Chief übernahm Master Chief Todd Starks, die Ablösung der gesamten Führungsebene eines Schiffes ist ein sehr seltener Vorgang in der US Marine und fand das letzte Mal 2014 auf der James E. Williams statt.
Am 13. Juni 2019 war die Bainbridge am Zwischenfall im Golf von Oman beteiligt. Sie reagierte auf ein Notsignal des japanischen Öltankers Kokuka Courageous der nach einer Explosion Feuer gefangen hatte während er den Golf von Oman passierte, nach Angaben von offiziellen Stellen nahm der Zerstörer alle 21 Mitglieder der Crew auf, die von einem Schlepper gerettet wurden.

## Bewaffnung
Für die Abwehr von anfliegenden Flugkörpern erhielt das Schiff die Flugabwehrraketen RIM-162 Evolved Sea Sparrow Missile (ESSM), die aus dem Vertical Launching System verschossen werden. Zur weiteren Flugabwehr wurde 2008 nachträglich hinter dem achteren Schornsteinaufbau ein Close-In-Weapon-System in Form des Phalanx MK 15 RAM installiert, das beim Bau ab DDG 85 (Block IV) ursprünglich nicht vorgesehen war.